# The Garden of Adonis
The Garden of Adonis is een compositie van Alan Hovhaness.
Hovhaness is zijn gehele leven een romanticus gebleven en dat vertaalde hij ook naar zijn werken. In The Garden of Adonis (de tuin van Adonis) beeldde de componist de terugkomst van het leven in een tuin uit na een winter.  Adonis mocht na overleg tussen Zeus en Hades de ene helft van het jaar een aards bestaan leiden; de andere helft moest hij doorbrengen in het Elysium.
De door Hovhaness geschreven suite in gewijd aan de tuin nadat Adonis net weer is teruggekeerd in de lente. De muziek is dan ook zeer levendig, zelfs in de trage delen. Er zijn zeven deeltjes:
1. Largo
2. Allegro
3. Adagio, like a solemn dance
4. Allegro
5. Grave
6. Allegretto
7. Andante molto espressivo

## Discografie
- Uitgave Telarc: Yolanda Kondonassis (harp) en Eugenia Zukerman (dwarsfluit); een opname van dit werk in 1998; Galaxy Studio in Mol (België).

## Bron
- de Telarc compact disc
- Hovhaness.com